# Edición off-line

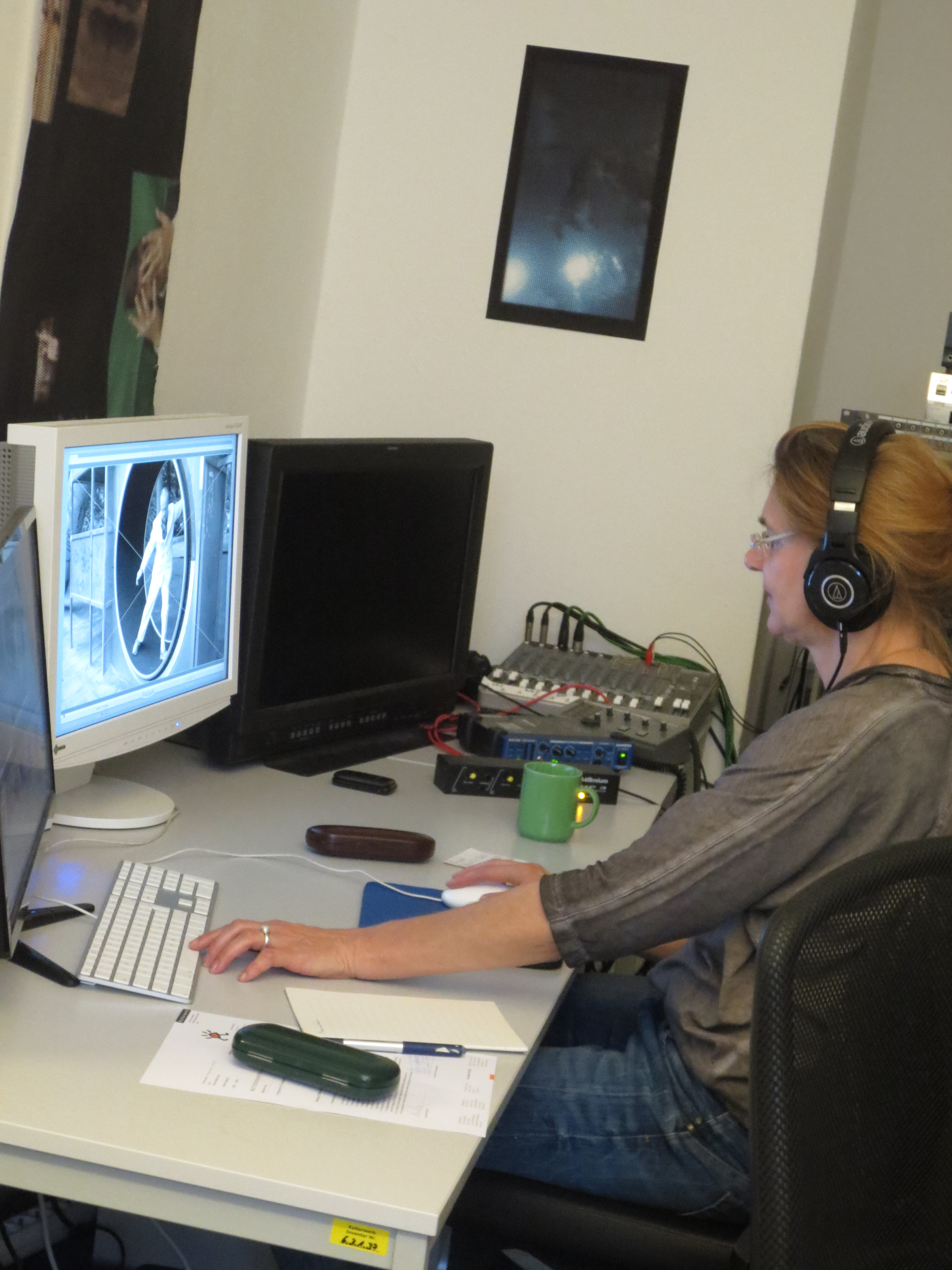
Trabajadora germana realizando una edición. La edición off-line no necesita muchos medios, menos aún con la tecnología digital.

La edición off-line,  también edición off line sin guion, es una «pre-edición» o edición no definitiva, elaborada con el fin de tomar decisiones, realizar cambios y dar una idea preliminar sobre cómo será la edición definitiva. Aunque podría emplearse para muchos campos, el término suele restringirse al sector audiovisual.
En un principio, el objetivo de estas ediciones era reducir costos utilizando medios más económicos, a cambio de producir versiones menos acabadas y de menor calidad de imagen. Pero la llegada de la informática redujo las diferencias y en el siglo XXI la expresión solo denota una edición provisional, no necesariamente de menor calidad.

## Definición y origen del término
Según Ohanian (1996, p. 55), el término «edición off-line» apareció en contraposición de la edición en línea y este, a su vez, provino quizá del mundo de la radiodifusión en general, pero no es segura la procedencia.  En el argot de la difusión radiofónica, sobre todo televisiva, estar en línea quería decir que se había seleccionado con el mezclador una imagen del banco de imágenes y se estaba emitiendo, concluye Ohanian (1996, p. 55).
Sin embargo,Espinosa y Abbate (2005, p. 91) discrepan y vinculan su nacimiento al mundo digital, en concreto a la edición de vídeo no lineal. Por lo tanto, el término habría nacido a finales de la década de 1980 y no al principio de la misma como postula Ohanian (1996, p. 58). En lo que sí están de acuerdo los autores es en al menos una de las finalidades de esta edición. Para Ohanian (1996, p. 58) su misión es servir como base para la toma de decisiones y después obtener una lista de decisiones de edición o EDL, por «Edition Decision List» en inglés, para después realizar con ella la edición en línea o definitiva. Para  Espinosa y Abbate (2005, p. 91) obtener la dicha lista sería su única misión.

## Aparición de la edición off-line

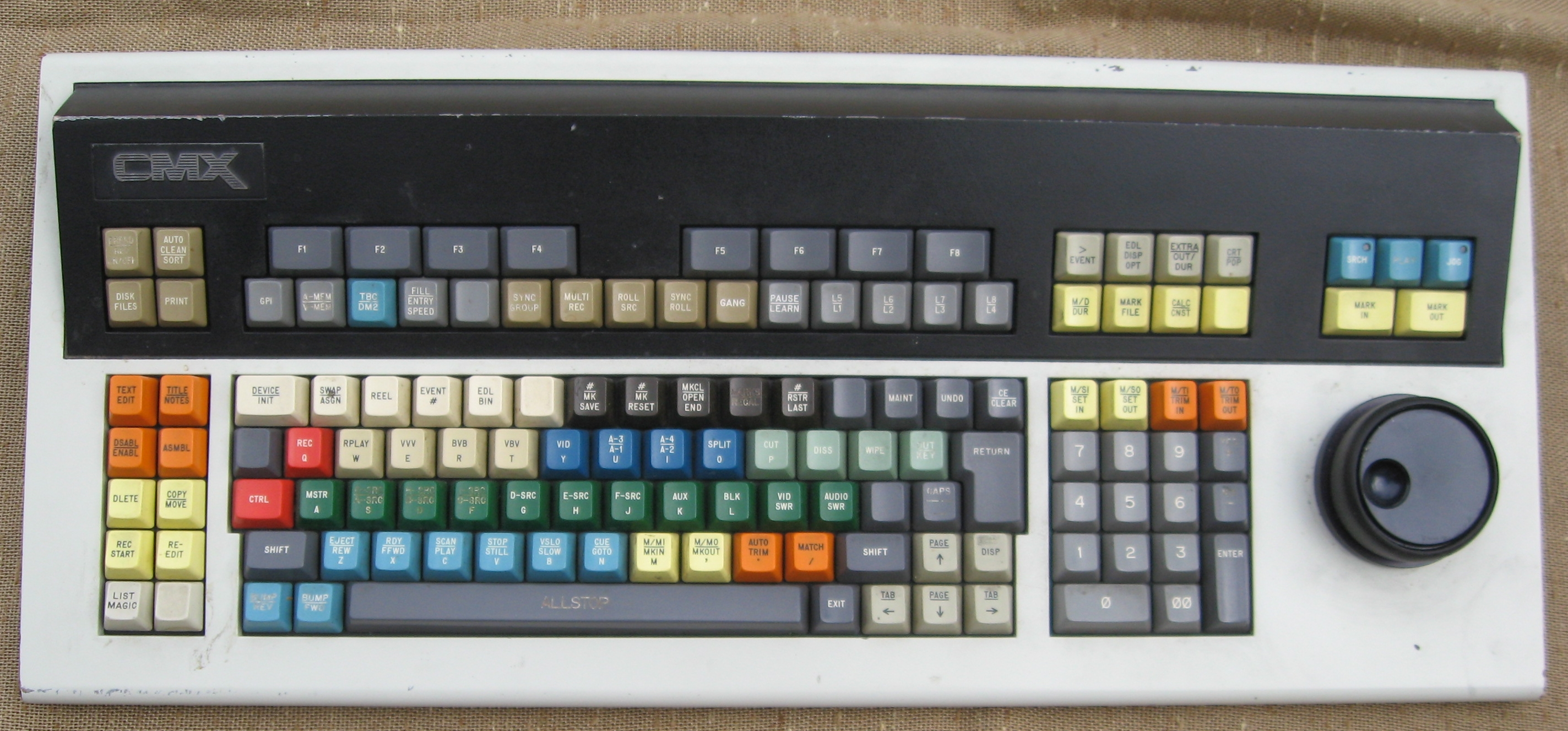
Consola del teclado fabricado por CMX. Esta empresa, fundada por CBS y Memorex, producía equipos profesionales y otros de menor calidad para realizar pruebas.

Los primeros sistemas profesionales para realizar ediciones A/B roll debían poseer tres magnetoscopios con cintas de 2" y sus respectivos monitores. Alquilar un equipo así, como el CMX 300, podía costar entre 350 $ y 500 $ la hora. Por contra, 60 minutos de CMX 50, también con tres magnetoscopios y capacidad A/B roll, oscilaba entre los 50 $ o 75 $, debido a que utilizaba equipos y cintas de 3/4" con un coste de amortización mucho menores. Todo a precios de principios de 1980 y según informa Ohanian (1996, p. 56 y siguientes).
La misión del CMX 50 y equipos similares era producir ediciones sin la presión de acabar cuanto antes por la cuantía económica de su alquiler.Ohanian (1996, p. 58) puntualiza que las pre-ediciones se hacía para que acudiesen y opinasen todos los protagonistas relevantes de una serie, documental o anuncio, sobre todo los guionistas y directores para los primeros casos y director, agencia de publicidad y cliente para el último. En estas ediciones-reuniones se podían discutir la pertinencia o no de ciertos planos o tomas, de la banda sonora, del ritmo y de cualquier otro detalle.Pronto la participación de tres o más personas, junto al técnico, hacía necesario que la ediciones off-line se realizara en una sala propia, donde tratar los asuntos con tranquilidad. Así nacieron las salas off-line.

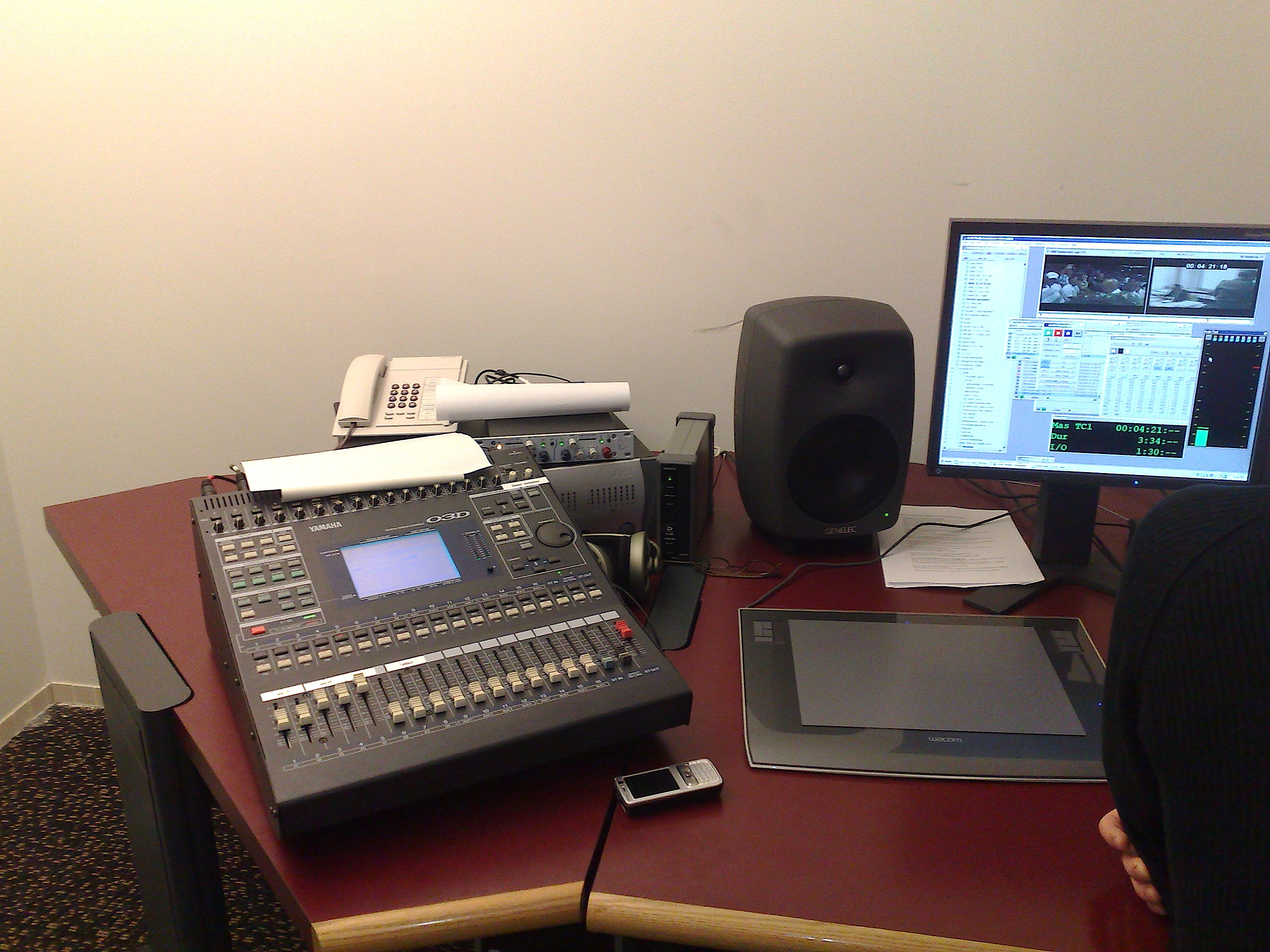
En el una edición off-line puede hacerse con una consola de sonido Yamaha conectada a un ordenador con varias GB de RAM y varios cientos de GB de disco duro.

De una sala off-line debía salir un producto sumamente terminado, con todas las decisiones importantes ya discutidas y tomadas. Solo entonces se alquilaría los costosos y demandados equipos profesionales. Para conseguir esto debían escribirse en hojas de papel o en un disco magnético los puntos de comienzo y fin cada toma que se fuesen a editar, con respectivas sus horas, minutos, segundos y cuadros. Estas notas manuscritas o digitales debían permitir replicar el programa en los equipos profesionales sin más demora. Es necesario tener presente que la calidad de la imagen de un CMX 30, pro ejemplo, no alcanzaba ni la mitad de la necesario para emitir, incluso algunos sistemas realizaban las copias de visionada en cintas VHS o Betamax, con 250 líneas de definición en el mejor de los casos, cuando los profesionales superaban las 500.
Con la entrada de los equipos digitales, la realización de dos ediciones en dos salas distintas se mantuvo. Una podía emplear un AVID Media Composer y después acometer la edición definitiva en otra dotada de un Pain box, por ejemplo. Pero al correr la década de 1990 comenzó a entreverse la posibilidad de que las dos salas terminarían fundiéndose en un solo equipo. Finalmente ocurrió esto cuando la informática en general y los soportes de almacenamiento en particular, tuvieron la capacidad suficiente para utilizar decenas de horas de material sin costar cantidades astronómicas. Así, en la década de 2010 un solo sistema puede producir tanto ediciones off-line como ediciones definitivas o ediciones en línea, sin que se diferencien por sus gráficos, calidad o titulación, sino solo por su grado de acabado. Este sería el caso del citado Avid Media Composer o el AVID Film Composer.